# Перфилєво (Новгородська область)
Перфилєво (рос. Перфильево) — присілок в Хвойнинському районі Новгородської області Російської Федерації.
Населення становить 39 осіб. Входить до складу муніципального утворення Кабозьке сільське поселення.

## Історія
Від 2005 року входить до складу муніципального утворення Кабозьке сільське поселення

## Населення
| 2009 | 2010 |
| ---- | ---- |
| 38   | ↗39  |